# Campeonato Mundial de Hockey sobre Hielo Masculino de 2028
El XCII Campeonato Mundial de Hockey sobre Hielo Masculino se celebrará en París y Lyon (Francia) entre el 12 y el 28 de mayo de 2028 bajo la organización de la Federación Internacional de Hockey sobre Hielo (IIHF) y la Federación Francesa de Hockey sobre Hielo.

## Sedes
| Foto | Ciudad | Instalación | Capacidad |
| ---- | ------ | ----------- | --------- |
|      | París  | Bercy Arena | 15 000    |
|      | Lyon   | LDLC Arena  | 12 500    |